# Старинни ладове
Старинните ладове в източната традиция се наричат гласове. Те са осем на брой. Първите четири се наричат главни гласове, а вторите четири – плагиални на главните. Тоест, първи е главен глас, а пети е плагиален на първи, и т.н. Първи, четвърти, пети и осми глас са основани върху диатоничната гама. Втори и шести – върху хроматичната. Трети и седми – върху енхармоничната гама, в която си-то (което се нарича „зо“) е понижено и е равно на си бемол.
автентични – дорийски, фригийски, лидийски, миксолидийски,тридийски
плагални – хиподорийски, хипофригийски (наречен още локрийски), хиполидийски, хипомиксолидийски
по-късно към тях са добавени
 – йонийски, еолийски, хипойонийски и хипоеолийски
три от тези лада са мажорни, три минорни
мажорни – йонийски, лидийски, миксолидийски
минорни – дорийски, фригийски, еолийски
Съществува и т.нар. александрийски лад (тон-полутон) – осемстепенен лад. Акустически може да прозвучи от три различни тона (до, фа и сол), като се почне от полутон към цял тон, а не обратното. Всичко останало е енхармонична замяна. Много често се използва в практиката, особено в джаза.